# Liplje (gmina Kamnik)
Liplje – wieś w Słowenii, w gminie Kamnik. W 2018 roku liczyła 26 mieszkańców.